# Acanthocinus gundaiensis
Acanthocinus gundaiensis es una especie de escarabajo longicornio del género Acanthocinus, subfamilia Lamiinae. Fue descrita científicamente por Kano en 1933.
Se distribuye por China. Mide 16 milímetros de longitud.